# Bear-baiting

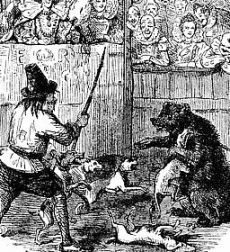
Bear-baiting, século XVII.

Bear-baiting (do inglês bear, "urso"; bait, "isca") foi um desporte sangrento que envolvia a atormentação de ursos presos, geralmente com uso de cães para atacá-los.
Variações desta prática incluíam pôr outros animais contra ursos, à exemplo de touros, tigres, leões, etc. 
O bear-baiting com cães fora popular na Europa até o século XIX em países como Inglaterra, Espanha e Alemanha, mas está proibido desde então. Em alguns países da Ásia a prática ainda é realizada. 

## História

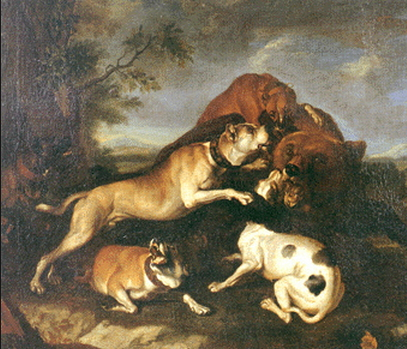
Uma pintura de cerca de 1650, por Abraham Hondius, de uma caçada ao urso com cães

O bear-baiting era popular na Inglaterra até o século XIX. A partir do século XVI, muitos ursos já eram reproduzidos para o desporto. Na sua forma mais conhecida, as arenas para esse fim eram chamadas jardins de ursos, consistindo de uma área circular alta e cercada, o " pit " (fosso), e assentos elevados para os espectadores. Um poste seria colocado no chão próximo a borda do pit e o urso acorrentado a ele, pela perna ou pelo pescoço. Vários cães de combate bem treinados, geralmente antigos buldogues ingleses, eram então soltos contra o urso, sendo substituídos à medida que se cansavam ou eram feridos ou mortos. Em alguns casos, o urso era solto, permitindo perseguir animais ou pessoas. Durante muito tempo, o principal jardim de ursos de Londres foi o Jardim de Paris, a seção do Bankside situada a oeste de The Clink, em Southwark . 
Henrique VIII era um fã do desporto e construiu um pit em Whitehall. Elizabeth I também gostava do entretenimento; aparecia regularmente em seus passeios. Quando houve uma tentativa de proibir o bear-baiting aos domingos, ela anulou o Parlamento. Uma carta de Robert Laneham descreve o espetáculo apresentado por Robert Dudley, conde de Leicester no castelo de Kenilworth em 1575.

## Legislação
O bear-baiting foi proibido no Reino Unido em 1835 juntamente com os demais desportos sangrentos com cães, com a Lei da Crueldade contra Animais. A prática de baiting com animais é agora especificamente proibida pela Lei de Proteção aos Animais de 1911.